# Кэмпбелл-Браун, Вероника
Вероника Кэмпбелл-Браун (англ. Veronica Campbell-Brown, 15 мая 1982, Кларкс Таун, приход Трелони, Ямайка) — ямайская легкоатлетка, трёхкратная олимпийская чемпионка и трёхкратная чемпионка мира в беге на короткие дистанции и эстафетах. По количеству олимпийских наград (8) в истории Ямайки уступает только Мерлин Отти. 5 раз признавалась лучшей спортсменкой года на Ямайке (2004, 2007, 2008, 2010, 2011).
14 июня 2013 года стало известно, что допинг-тест (проба A) сделанный 4 мая дал положительный результат — в её крови был найден запрещённый препарат диуретик. Проба B также была положительной. В ближайшее время IAAF должно выступить с официальным решением, если информация подтвердится, то ей грозит двухлетняя дисквалификация.
Родилась в семье из десяти детей. Окончила среднюю школу на Ямайке, затем в 2006 году Университет Арканзаса (англ. University of Arcansas) в США.
Впервые выступила на Олимпийских играх в 2000 году в Сиднее, где в составе сборной Ямайки завоевала серебряную медаль в эстафете 4×100 м. На индивидуальных дистанциях она не была включена в состав команды. В 2004 году в Афинах Вероника Кэмпбелл завоевала три медали, две золотые — на дистанции 200 метров и в эстафете 4×100 метров, в которой она выступила лишь в финальном забеге. На дистанции 100 метров она получила бронзовую медаль. Через четыре года в Пекине она повторила свой успех, став чемпионкой в беге на 200 метров, и установила при этом личный рекорд — 21,74. Женская сборная Ямайки в эстафете 4×100 метров, состоявшая лишь из спортсменок, к тому моменту уже получивших олимпийские медали, была фаворитом соревнований, но в финальном забеге ошиблась при передаче эстафетной палочки и была дисквалифицирована. Вероника Кэмпбелл-Браун должна была бежать на последнем этапе. В беге на 100 метров на национальном отборе она финишировала четвёртой и в команду не вошла; следует отметить, что в этой дисциплине три ямайские спортсменки заняли на Олимпийских играх три первых места.
На чемпионате мира по лёгкой атлетике 2005 года в Хельсинки Кэмпбелл как действующая олимпийская чемпионка была фаворитом соревнований в беге на 200 метров, но заняла там лишь четвёртое место. Зато ей удалось завоевать две серебряные медали, в беге на 100 метров и в составе эстафетной команды. В 2007 году в Осаке она выиграла золотую медаль на дистанции 100 метров, и снова две серебряных — на 200 метров и в эстафете.
В 2007 году Вероника Кэмпбелл вышла замуж за партнёра по команде Омара Брауна, выпускника Университета Арканзаса. Супруги проживают в Клермонте, Флорида, США.

## Выступления на Олимпийских играх
| Олимпийские игры    | 100 м | 200 м  | Эстафета 4×100 м |
| ------------------- | ----- | ------ | ---------------- |
| 2000 Сидней         | —     | —      | 2                |
| 2004 Афины          | 3     | 1      | 1                |
| 2008 Пекин          | —     | 1      | DNF              |
| 2012 Лондон         | 3     | 4      | 2                |
| 2016 Рио-де-Жанейро | —     | предв. | 2                |